# Троицкое (Сахалинская область)
Тро́ицкое — село в Анивском городском округе Сахалинской области России.

## География
Находится на берегу реки Вахрушевки, в 25 км от районного центра.

## История
Основано в 1894 году. С 1905 по 1945 годы принадлежало японскому губернаторству Карафуто и называлось Намикава (яп. 並川). 
После передачи Южного Сахалина СССР селу 15 октября 1947 года было возвращено историческое название.

## Население
| 1925 | 1935  | 2002  | 2010  | 2013  | 2021  | 2021  |
| ---- | ----- | ----- | ----- | ----- | ----- | ----- |
| 958  | ↗1280 | ↗3374 | ↗4729 | ↗4938 | ↗5434 | →5434 |

По переписи 2002 года население — 3374 человека (1710 мужчин, 1664 женщины).

## Инфраструктура
Совхоз «Южно-Сахалинский». Создан 25 марта 1948 года.